# Believe in Me (Regina Belle)
Believe in Me è il quinto album in studio della cantante statunitense Regina Belle, pubblicato nel 1998.

## Tracce
1. Believe in Me
2. Don't Let Go
3. I Got It
4. You Make Me Smile
5. Baby Love
6. I Gotch U
7. I've Had Enough
8. Never Should Have Let You Go
9. Teach Me How to Live
10. Come See About Me
11. Be in Love Again
12. I'm the One